# Music Is Better Than Words
Music Is Better Than Words — дебютный альбом создателя Гриффинов Сета Макфарлейна, вышедший в 2011 году. В качестве продюсера альбома выступил телевизионный и кино-композитор Джоэл Макнили, он же исполнил роль дирижёра при работе над песнями. Также Макнили работает над музыкой в шоу «Американский папаша».

## Музыка в творчестве Макфарлейна
Макфарлейн выступал в Альберт-Холле, а также в Карнеги-Холле. Он обучался пению у Ли и Салли Суитленд, которые работали с Фрэнком Синтарой и Бабрбарой Стрейзанд. Также Макфарлейн умеет играть на фортепиано, кроме этого для всех своих шоу он используется живой оркестр и несколько композиторов.

## Концепция и производство
На альбоме записаны песни Роджерса и Хаммерстайна, Лернера и Лоу 40-х, 50-х и 60-х годов. Список песен выбрал сам Макфарлейн.
Когда Universal Republic Records попросила Макфарлейна охарактеризовать будущий альбом, последний ответил, что хочет записать «классический альбом в стиле Синатры». Альбом был записан в студии Capitol Records, в том же помещении, где работал Синатра. Более того, Макфарлейн использовал тот же микрофон, что и Синатра, записывая свои многочисленные альбомы.
В своем интервью с Джозефом Льянесом из AOL Макфарлейн сказал: «Этому микрофону больше шестидесяти лет, однако мы все также можем его видеть. Он создает характерный „темный“ звук. Данный аспект действительно играет большую роль для цельного звучания. Я не хотел чтобы альбом звучал слишком „четко“. Мы проделали огромную работу в студии для того чтобы это не бросалось в глаза. Мы хотели получить характерный „треск“ пластинки, именно поэтому мы записывали альбом аналоговым способом».

## Анонсирование
10 февраля 2011, в эфире шоу Conan, Сет Макфарлейн рассказал, что работает над своим дебютным альбомом. Также в этом шоу он исполнил песню «The Sadder But Wiser Girl».
Кроме этого Макфарлейн появлялся на шоу Джея Лено, где поведал о своей работе с Universal Republic Records. Макфарлейн сказал: «Это редкая возможность в наши дни, создать классический альбом, с утонченным звучанием и сочными аранжировками. Для меня петь эту музыку просто наслаждение и я с нетерпением жду начала работы с Universal Republic Records.» Также на Шоу Джея Лено Макфарлейн исполнил песню «You’re the Cream in My Coffee».

## Отзывы критиков
| Оценки критиков | Оценки критиков |
| Источник        | Оценка          |
| --------------- | --------------- |
| Allmusic        | [ 10 ]          |
| Slant Magazine  | [ 11 ]          |
| Spin            | [ 12 ]          |

Альбом получил разные оценки. Журнал Slant Magazine обозвал его «новой пластинкой» и написал: Music Is Better Than Words — это дань всем биг-бэндам и свинговым коллективам, таким как Rat Pack, однако Макфарлейн избегает всех песен, которые исполняли те идолы. Здесь вечные мелодии Джеймса Ван Хьюсена — «It’s Anybody’s Spring», Роджера и Хаммерстайна — "Something Good, « благодаря тонкому вкусу и потрясающим аранжировкам Макнили, альбом явился реинкарнацией классических альбомов Синатры.» А вот журнал Spin высказал крайне противоположное мнение.

## Список композиций
| №   | Название                                                 | Автор(ы)                                     | Длительность |
| --- | -------------------------------------------------------- | -------------------------------------------- | ------------ |
| 1.  | «It's Anybody's Spring»                                  | Jimmy Van Heusen, Johnny Burke               | 2:56         |
| 2.  | «Music Is Better Than Words»                             | André Previn, Betty Comden, and Adolph Green | 3:20         |
| 3.  | «Anytime, Anywhere»                                      | Imogen Carpenter, Lenny Adelson              | 4:00         |
| 4.  | «The Night They Invented Champagne»                      | Alan Jay Lerner, Frederick Loewe             | 2:36         |
| 5.  | «Two Sleepy People» (featuring Norah Jones)              | Hoagy Carmichael, Frank Loesser              | 4:26         |
| 6.  | «You're the Cream in My Coffee»                          | Ray Henderson, B.G. DeSylva, Lew Brown       | 2:23         |
| 7.  | «Something Good»                                         | Richard Rodgers                              | 4:16         |
| 8.  | «Nine O'Clock»                                           | Bob Merrill                                  | 3:12         |
| 9.  | «Love Won't Let You Get Away» (featuring Sara Bareilles) | Van Heusen, Sammy Cahn                       | 3:52         |
| 10. | «It's Easy to Remember»                                  | Rodgers, Lorenz Hart                         | 5:05         |
| 11. | «The Sadder But Wiser Girl»                              | Meredith Willson                             | 2:55         |
| 12. | «Laura»                                                  | David Raksin, Johnny Mercer                  | 5:28         |
| 13. | «You and I»                                              | Willson                                      | 3:41         |
| 14. | «She's Wonderful Too»                                    | Joel McNeely, Jonathan Hales                 | 2:59         |

## Позиции в чартах
| Чарт                  | Высш. позиция |
| --------------------- | ------------- |
| Billboard 200         | 111           |
| Billboard Jazz Albums | 2             |